# 沪萍高速动车组列车
沪萍高速动车组列车是中国铁路运行于直辖市上海市上海虹桥站与江西省萍乡市萍乡北站的高速动车组列车，自2022年1月10日起开行，现合计开行2对列车，途经上海市、浙江省、江西省二省一市。其中G295/296次列车客运乘务由南昌局集团福州客运段担任，G1385/1390次列车客运乘务由上海局集团杭州客运段担任。

## 历史
2016年1月10日，新增长沙南～宁波G2354/2351、G2352/2353次列车。
2017年1月5日，G2352/2353、G2354/2351次列车运行区段调整为上海虹桥～萍乡北，车次调整为G1367/1368次。
2017年4月16日，G1367/1368次列车运行区段调整为上海虹桥～黄山北，车次调整为G1519/1518、G1517/1520次；同时G1390次列车延长至萍乡北站始发。
2018年7月1日，新增上海虹桥～萍乡北G1385/1386次列车。
2018年7月20日，配合沪昆高铁横岗联络线启用，G1390次列车调整至南昌站始发。
2019年12月30日，配合京港高铁何家线路所至赣州西段开通，G1385/1386次列车调整至赣州西站始发终到。
2022年1月10日，新增上海虹桥～萍乡北G1471/1472次列车。
2025年1月5日，新增上海虹桥～萍乡北G2109/2110次列车。

## 使用列车
G295/296次列车使用配属于南昌局集团厦门北动车运用所的CR400AF-Z，重联运行；G1385/1390次列车使用配属于上海局集团杭州艮山门动车运用所的CRH380BL。